# 斎川村
斎川村（さいかわむら）は、昭和29年（1954年）まで宮城県刈田郡にあった村。現在の白石市斎川にあたる。

## 沿革
- 明治22年（1889年）4月1日 - 町村制施行にともない、旧来の斎川村単独で村制施行。
- 昭和29年（1954年）4月1日 - 白石町・大平村・大鷹沢村・越河村・白川村・福岡村と合併し、白石市となる。

## 行政

### 歴代村長
| 代      | 氏名         | 就任                      | 退任                       | 備考 |
| ------- | ------------ | ------------------------- | -------------------------- | ---- |
| 1       | 島貫彦市     | 明治22年（1889年）4月21日 | 明治26年（1893年）4月20日  |      |
| 2       | 小室春治     | 明治27年（1894年）4月21日 | 明治30年（1897年）4月20日  |      |
| 3       | 松野長治郎   | 明治31年（1898年）4月21日 | 明治38年（1905年）4月20日  |      |
| 4       | 小室惣三郎   | 明治39年（1906年）1月1日  | 明治42年（1909年）12月31日 |      |
| 5       | 和泉富右ェ門 | 明治43年（1910年）1月1日  | 明治45年（1912年）3月31日  |      |
| 6       | 小室春治     | 大正2年（1913年）1月1日   | 大正2年（1913年）12月31日  | 再任 |
| 7       | 保科久三郎   | 大正3年（1914年）1月1日   | 大正4年（1915年）5月3日    |      |
| 8       | 島貫彦市     | 大正4年（1915年）5月4日   | 大正7年（1918年）10月28日  | 再任 |
| 9       | 佐藤吉郎     | 大正8年（1919年）5月12日  | 大正9年（1920年）10月12日  |      |
| 10 - 12 | 保科栄蔵     | 大正9年（1920年）10月26日 | 昭和4年（1929年）5月30日   |      |
| 13      | 保科平三郎   | 昭和4年（1929年）6月7日   | 昭和4年（1929年）10月22日  |      |
| 14 - 16 | 小室健三     | 昭和4年（1929年）11月15日 | 昭和14年（1939年）6月7日   |      |
| 17      | 島貫彦次郎   | 昭和14年（1939年）6月23日 | 昭和18年（1943年）6月22日  |      |
| 18      | 小室泰吉     | 昭和19年（1944年）10月6日 | 昭和21年（1946年）11月1日  |      |
| 19      | 和泉良次     | 昭和22年（1947年）4月5日  | 昭和26年（1951年）4月4日   |      |
| 20      | 成沢国吉     | 昭和26年（1951年）4月24日 | 昭和29年（1954年）3月31日  |      |

## 教育
- 斎川村立斎川小学校
- 斎川村立斎川中学校